# Vilidu
Vilidu is een plaats in de Estlandse gemeente Saaremaa, provincie Saaremaa. De plaats heeft de status van dorp (Estisch: küla) en telt 5 inwoners (2021).
Tot in oktober 2017 behoorde Vilidu tot de gemeente Valjala. In die maand werd Valjala bij de fusiegemeente Saaremaa gevoegd.

## Geschiedenis
Vilidu werd voor het eerst genoemd in 1683 onder de naam Willito Laos, een boerderij op het landgoed van Lööne (Duits: Köln). Rond 1900 werd Vilidu onder de Russische naam Вилиде (Vilide) genoemd als dorp.
In 1945 werd Vilidu samengevoegd met Mäe. Mäe was onder de naam Mehemois tussen 1731 en 1791 een zelfstandig landgoed geweest. In 1791 kocht Carl Gustav von Güldenstubbe, de eigenaar van het landgoed Köln, het op. Daarna was het onder de naam Mäemöis (Estisch: Mäemõisa) een ‘semi-landgoed’ (Duits: Beigut, Estisch: poolmõis), een landgoed dat deel uitmaakt van een groter landgoed, in dit geval Köln. In 1908 werd het opgekocht door een Russische plattelandsbank. In het onafhankelijke Estland ontstond in de jaren twintig een nederzetting op het voormalige landgoed, die in 1936 de naam Mäe kreeg.
Het buurdorp Kõnnu maakte tussen 1977 en 1997 deel uit van Vilidu.